# Грозьо
Гро́зьо (итал. Grosio) — коммуна в Италии, в провинции Сондрио области Ломбардия.
Население составляет 4 827 человек, плотность населения составляет 38 чел./км². Занимает площадь 127 км². Почтовый индекс — 23033. Телефонный код — 0342.
Покровителем коммуны почитается святой Иосиф Обручник, празднование 19 марта.

## Города-побратимы
- Ластра-а-Синья, Италия (1989)